# 宽苞黑水翠雀花
宽苞黑水翠雀花（学名：Delphinium potaninii var. latibracteolatum）为毛茛科翠雀属下的一个变种。

## 扩展阅读
- 維基物種上的相關：宽苞黑水翠雀花